# Șaru Dornei
Șaru Dornei is een Roemeense gemeente in het district Suceava.
Șaru Dornei telt 4195 inwoners.